# Tomoderus fernandezi
Tomoderus fernandezi es una especie de coleóptero de la familia Anthicidae.

## Distribución geográfica
Habita en Burkina.